# William R. Kinney
William R. Kinney (* 13. März 1863 im Hardeman County, Tennessee; † 1928) war ein US-amerikanischer Politiker. Zwischen 1909 und 1911 war er als Präsident des Staatssenats faktisch Vizegouverneur des Bundesstaates Tennessee, auch wenn dieses Amt formell erst 1951 eingeführt wurde.

## Werdegang
William Kinney besuchte die öffentlichen Schulen seiner Heimat und studierte danach an der Vanderbilt University. Nach einem anschließenden Jurastudium an derselben Universität und seiner Zulassung als Rechtsanwalt begann er in diesem Beruf zu arbeiten. Gleichzeitig schlug er als Mitglied der Demokratischen Partei eine politische Laufbahn ein. Er wurde deren Bezirksvorsitzender im Haywood County. Zwei Jahre lang gehörte er zum Stab von Gouverneur Benton McMillin. Zwischen 1897 und 1899 saß er erstmals im Senat von Tennessee. Im Jahr 1909 wurde er erneut in diese Kammer gewählt, wo er bis 1911 verblieb und das Amt des Präsidenten ausübte.
In dieser Eigenschaft war er Stellvertreter von Gouverneur Malcolm R. Patterson. Damit bekleidete er faktisch das Amt eines Vizegouverneurs. Dieser Posten war bzw. ist in den meisten anderen US-Bundesstaaten verfassungsmäßig verankert; in Tennessee ist das erst seit 1951 der Fall. Nach seinem Ausscheiden aus dem Staatssenat ist Willam Kinney politisch nicht mehr in Erscheinung getreten. Er war Mitglied der Freimaurer und starb im Jahr 1928.